# Spitsalarm
Een spitsalarm is een verkeersalarm dat wordt uitgegeven door de ANWB voor verkeersperikelen in Nederland. 
Met dit alarm wil de ANWB automobilisten waarschuwen voor een extreem zware ochtendspits (500 km file of meer) en vraagt hen hun rijgedrag aan te passen. Het spitsalarm werd voor het eerst afgegeven op zondag 23 november 2008 voor de daaropvolgende dag. Op die maandagochtend werd er door de verkeersorganisatie zware sneeuwval verwacht in onder meer de Randstad.

## Reacties
Na het eerste spitsalarm waren er een veel negatieve reacties. De minister van Verkeer en Waterstaat kondigde aan in overleg te gaan met de ANWB, VID en andere verkeersinformatiediensten om tot een meer uniforme alarmering te komen.